# Televisión de Naciones Unidas
La televisión de Naciones Unidas, también conocida como ONU-TV o UNTV (sigla en inglés para United Nations Television), es el canal de televisión de asuntos públicos de Naciones Unidas, en la que se transmiten programas y documentales pregrabados y reuniones en vivo de las distintas agencias de Naciones Unidas y sus brazos alrededor del mundo, incluyendo las Asambleas Generales del Consejo de Seguridad de la ONU. 
En la actualidad este canal de televisión es accesible desde Internet como United Nations Webcast (transmitido en su totalidad en inglés), pero la página de Naciones Unidas también cuenta con un archivo multimedia (con videos) disponible en varios idiomas, entre ellos el español.
En el canal UNTV o el Live Webcast se producen los siguientes programas: 
- Global Connection
- 21st Century
- UN in Action
- Year in Review